# لیونل زینسو
لیونل زینسو (انگلیسی: Lionel Zinsou؛ زادهٔ ۲۳ اکتبر ۱۹۵۳) سیاست‌مدار اهل بنین است. وی از ۱۸ ژوئن ۲۰۱۵ تا ۶ آوریل ۲۰۱۶ نخست‌وزیر این کشور بود.